# Ulrich Mense
Ulrich Mense (* 29. Januar 1927 in Rostock; † 14. Februar 2003 in Rostock) war ein deutscher Segelsportler, der für die Deutsche Demokratische Republik antrat.
Der gelernte Maschinenschlosser betrieb seinen Sport für den SC Empor Rostock. Ab 1957 segelte er in der Bootsklasse Drachen mit Steuermann Peter Ahrendt, ab 1959 war Wilfried Lorenz der dritte Mann im Boot. Diese Crew gewann mit der Yacht Mutafo von 1960 bis 1963 sowie 1965 fünf DDR-Meistertitel. 1960 und 1962 gewann die Crew bei der Ostseewoche vor Warnemünde. Die Drachen-Crew Ahrendt, Lorenz und Mense qualifizierte sich 1964 für die gesamtdeutsche Mannschaft bei den Olympischen Spielen 1964 vor Enoshima. Bei der olympischen Regatta siegten die Dänen Ole Berntsen, Christian von Bülow und Ole Poulsen mit 28 Punkten Vorsprung vor der Mutafo-Crew, 303 Punkte dahinter erhielt die US-Crew die Bronzemedaille.
Mense war nach seiner aktiven sportlichen Laufbahn ehrenamtlich als Vorstandsmitglied beim SC Empor tätig. Im Hauptberuf war der Ingenieurökonom als Bereichsleiter im Fischkombinat für die Ausrüstung der Hochseeflotte verantwortlich.